# Umformerlokomotive
Eine Umformerlokomotive ist eine historische Bauform einer Elektrolokomotive aus der Frühzeit der elektrisch angetriebenen Zugmaschinen. Sie besteht in der elektrischen Ausrüstung neben den elektrischen Antriebsmotoren und deren Steuereinheiten auch aus dem namensgebenden rotierenden Umformer, welcher eine mechanische Umformung der Fahrdrahtspannung in eine für die elektrischen Antriebsmotoren geeignete Stromart durchführt.
In der Frühzeit der elektrischen Antriebe von Schienenfahrzeugen, primär in der ersten Hälfte des 20. Jahrhunderts, standen nur eingeschränkte technische Möglichkeiten zur Umwandlung zwischen den verschiedenen technischen Stromarten wie einphasige Wechselspannung, Dreiphasenwechselspannung („Drehstrom“) oder Gleichspannung zur Verfügung. Denn einphasige Wechselstrommotoren als Antriebsmotoren hatten in der Anfangszeit Nachteile: Als Antriebsmotoren waren Gleichstrommotoren leichter zu regeln und Drehstrom-Asynchronmotoren deutlich einfacher zu warten. Neben den damals versuchsweise angewendeten Bauformen von Elektrolokomotiven mit mehrpoligen Stromabnehmern zur direkten Zuführung von Drehstrom über mehrere Oberleitungen an die Elektrolokomotive setzen sich, primär wegen der leichten Transformierbarkeit auf verschieden hohe Wechselspannungen, bei Vollbahnen die Versorgung mit einphasiger Wechselspannung und bei kleinerem Leistungsbedarf, wie bei elektrischen Straßenbahnen, die Versorgung mit Gleichspannung durch.
Zur leistungsstarken Umsetzung zwischen den verschiedenen Stromsystemen standen zunächst nur rotierende elektrische Maschinen wie der Umformer zur Verfügung. Die für die Umsetzung von Einphasenwechselspannung auf Dreiphasenwechselspannung verwendeten Umformer werden auch als Phasenumformer bezeichnet. Sie stellen eine mechanische Kombination eines Einphasenwechselstrommotors und eines auf derselben Welle befindlichen Drehstromgenerators dar. Je nach Typ kamen bei Umformerlokomotiven unterschiedliche Bauformen zum Einsatz, beispielsweise Einankerumformer, welche den elektrischen Motor und Generator in einer Einheit untrennbar vereinen und damit einen kompakten Aufbau erlauben.
Viele der gebauten Umformerlokomotiven hatten experimentellen Charakter, beispielsweise die BBÖ 1180, welche nie zum praktischen Einsatz kam. Andere Modelle wie die BBÖ 1082 waren als Einzelstück einige Jahre erfolgreich im Einsatz, zeichneten sich aber auch durch hohen Wartungsaufwand am Umformer aus.
Mit dem allgemeinen elektrotechnischen Fortschritt wurde die elektromechanische Umformung vollständig durch leistungselektronische Stromrichter, zu denen Umrichter, Wechselrichter und Gleichrichter gehören, ersetzt. Dadurch und durch technische Fortschritte beim Bau von Antriebsmotoren wurde auch der Einsatz von Umformern in Elektrolokomotiven ab Mitte des 20. Jahrhunderts obsolet.